# Janet Stancomb-Wills
Janet Stancomb Graham Stancomb-Wills DBE (1853–1932) foi a primeira mulher presidente de câmara de Ramsgate, Kent, entre 1923–24, sendo a primeira a receber a Liberdade da Cidade, em 1922. Foi presidente da Royal West of England Academy e presidente da Escola de Arquitectura em Bristol, em 1921.
Foi um dos principais patrocinadores da Expedição Transantártica Imperial organizada por Ernest Henry Shackleton. Um glaciar descoberto em 1915 recebeu o seu nome, Glaciar Stancomb-Wills.

## Biografia
Depois da morte do pai e do irmão mais velho, Janet e a irmã Yda ficaram à guarda do tio Sir William Henry Wills. Após a morte deste, receberam uma herança de 1 000 000 de libras. Esta fortuna tinha sido acumulada com o negócio da família, a produção de tabaco nos Estados Unidos (EUA), desde o século XVIII. Com o dinheiro que ganhavam, adquiriram várias empresas em Bristol ao mesmo tempo que se dedicavam a obras de caridade.
Durante a Guerra da Secessão (1861-1865), o negócio do tabaco entrou em declínio dada a produção ser feita na região sul dos EUA. Na década de 1870, fumar cigarros tornou-se um hábito generalizado no Reino Unido. Em 1901, várias pequenas firmas britânicas de tabaco uniram-se para formar a Imperial Tobacco Company e assim concorrerem com a norte-americana American Tobacco Company. Até 1911, data da sua morte, Sir William Henry Wills esteve à frente da nova empresa.
Depois da morte do tio, Janet herdou a sua casa em Ramsgate, um iate de 513 toneladas, uma casa em Londres, uma colecção de diamantes e vários quadros. Destes, entregou 24 à Galeria de Arte de Bristol. Janet ficou a gerir o negócio do tio e mudou-se para Ramsgate.